# Tweety & The Magic Gems
Tweety & The Magic Gems, también conocido en Japón como Tweety no Heaty Party (トゥイティーのハーティーパーティー?), es un videojuego de minijuegos publicado para Game Boy Advance. Fue desarrollado por Kemco y publicado en 2001, por Kotobuki Systems en Japón.
- Datos: Q3529558